# Polycentrické právo
Polycentrické právo je koncept právního systému, který se vyznačuje existencí a interakcí více centrálních autorit, které vytvářejí, upravují a vymáhají právní předpisy. Tento model práva se liší od tradičního monopolistického zákonného práva, které je centralizováno v jednom orgánu nebo instituci. Polycentrické právo přináší alternativní přístup, který umožňuje různým subjektům přispívat k tvorbě a uplatňování právních pravidel.

## Principy polycentrického práva
Polycentrické právo je založeno na principu pluralismu. V rámci polycentrického práva existuje soubor souběžných a vzájemně propojených právních systémů, které mohou být založeny na různých zdrojích a tradicích práva, jako jsou například zvykové právo nebo náboženské právo. Tyto právní systémy mohou existovat vedle sebe na základě dohody mezi různými skupinami, komunitami nebo institucemi.

## Příklady polycentrického práva
Polycentrické právo se často vyskytuje v anarchistických komunitách s vysokou mírou autonomie a decentralizace, jako jsou určité domorodé kultury. V těchto komunitách mohou být přijaty vlastní právní systémy, které odpovídají jejich specifickým potřebám a hodnotám.